# Дворець (Псковський район)
Дворець (рос. Дворец) — присілок в Псковському районі Псковської області Російської Федерації.
Населення становить 27 осіб. Входить до складу муніципального утворення Завеличенська волость.

## Історія
Від 2015 року входить до складу муніципального утворення Завеличенська волость.

## Населення
| 2001 | 2002 | 2010 | 2014 |
| ---- | ---- | ---- | ---- |
| 25   | ↗26  | ↘19  | ↗27  |